# S&W Model 581 & Model 681
Smith & Wesson introduisit les revolvers Modèles 581 et 681 en 1980. C'est la version « Police » des Smith & Wesson Model 586 et Model 686.  Cette famille d'armes de poing est basé sur la carcasse "L" de chez S&W (médium-large) mais à la différence des 581/586 leur visée fixe.

## Années de  production
- Le 581 fut produit de 1981 à  1988.
- Le 681 fut vendu de 1981 à 1993.

## Données techniques
- Matériaux  : 
  - M581 : acier au  carbone.
  - M681 : acier inoxydable au  carbone.
- Finition : 
  - M581 : Noire mat
  - M681 : Polie satinée
- Munition :.357 Magnum. Peut être chargé avec du .38 Special.
- Barillet : 6 coups.
- Longueur du canon :  101mm.   Des modèles du 681 ont été dotés de canons de 152mm
- Longueur totale : 243 mm
- Masse à vide : 1130 g
- Masse du révolver chargé   (variable selon les munitions utilisées) : 1230 g

## Diffusion
Ils sont aussi d'usage courant aux États-Unis comme armes de défense personnelle  mais ils ont été aussi quelques polices municipales et bureaux du shérifs avant l’arrivée des Beretta 92/96 et surtout Glock 22. 

## Apparitions dans la fiction populaire
Moins coûteux que le M586, le S&W 581 arme des personnages de nombreux films dont Planète Terreur, Fais-leur vivre l'enfer, Malone !, ou Wisdom.
Quant au S&W 681, il est visible dans quelques films et séries TV parmi lesquels L'Échange, Snatch : Tu braques ou tu raques, un épisode de L'Agence tous risques et dans le générique de début  d’Elementary (transposition de l’univers de Sherlock Holmes dans le New York des années 2010).

## Sources et bibliographie francophone
Cette notice est issue de la lecture des revues  et ouvrages spécialisés  de langue française suivants :
- Cibles (FR)
- Action Guns (Fr)
- R. Caranta, Pistolets & revolvers, aujourd'hui, 5 tomes, Crépin-Leblond, 1998/2009
- P. Caiti,  Pistolets & revolvers d’aujourd'hui, Editions de Vecchi , 1993.